# هيربورن
هربورن (بالألمانية: Herborn (Hesse)) هي بلدة، مدينة و بلدة ألمانية تقع في ألمانيا في Lahn-Dill-Kreis. يقدر عدد سكانها بـ 20,810 نسمة .

## المدن التوأمة
مدن Pertuis، Guntersdorf، Schönbach و Iława هي مدن توأمة لـهربورن.

## أعلام
- هنري البرت شولتنز